# Château de Brieudet

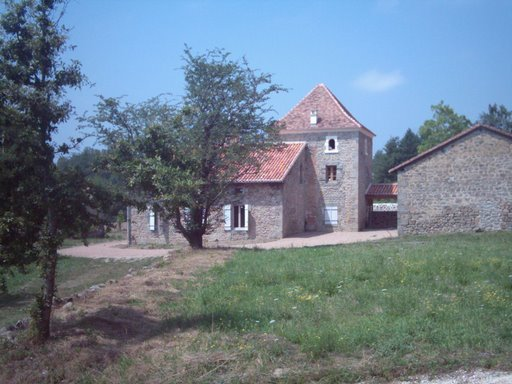
Maison au Briaudet

Le château de Brieudet est un ancien château fort ayant appartenu entre autres aux d'Albret. Il se situe au lieu-dit Le Briaudet, sur la commune de Saint-Estèphe dans le canton de Nontron et le département français de la Dordogne. 

## Présentation
Autrefois orthographié Le Brieudet et parfois Le Briodet, ou encore "Le Briaudet", il se situe en retrait d'une voie pittoresque qui rejoint Augignac, au Sud de l'étang de Saint-Estèphe avec sa curiosité du Roc Branlant. Le château de Puyrazeau, principal apanage des Verneilh, famille maternelle d'Étienne, se trouve non loin sur la commune de Piégut-Pluviers.

## Historique
Aux XVIIIe et XIXe siècles il laisse son nom à une ancienne famille de seigneurs originaires de Nontron, les Authier.

### Sources
1. ↑  Guy Penaud, Dictionnaire des châteaux du Périgord, éditions Sud-Ouest, 1996.